# Victor Wagemaekers
Victor Wagemaekers, né le 5 septembre 1876 à Ganshoren et mort le 17 juillet 1953 à Molenbeek-Saint-Jean, est un peintre et aquarelliste belge, de paysages, de scènes de genre et d'intérieurs.

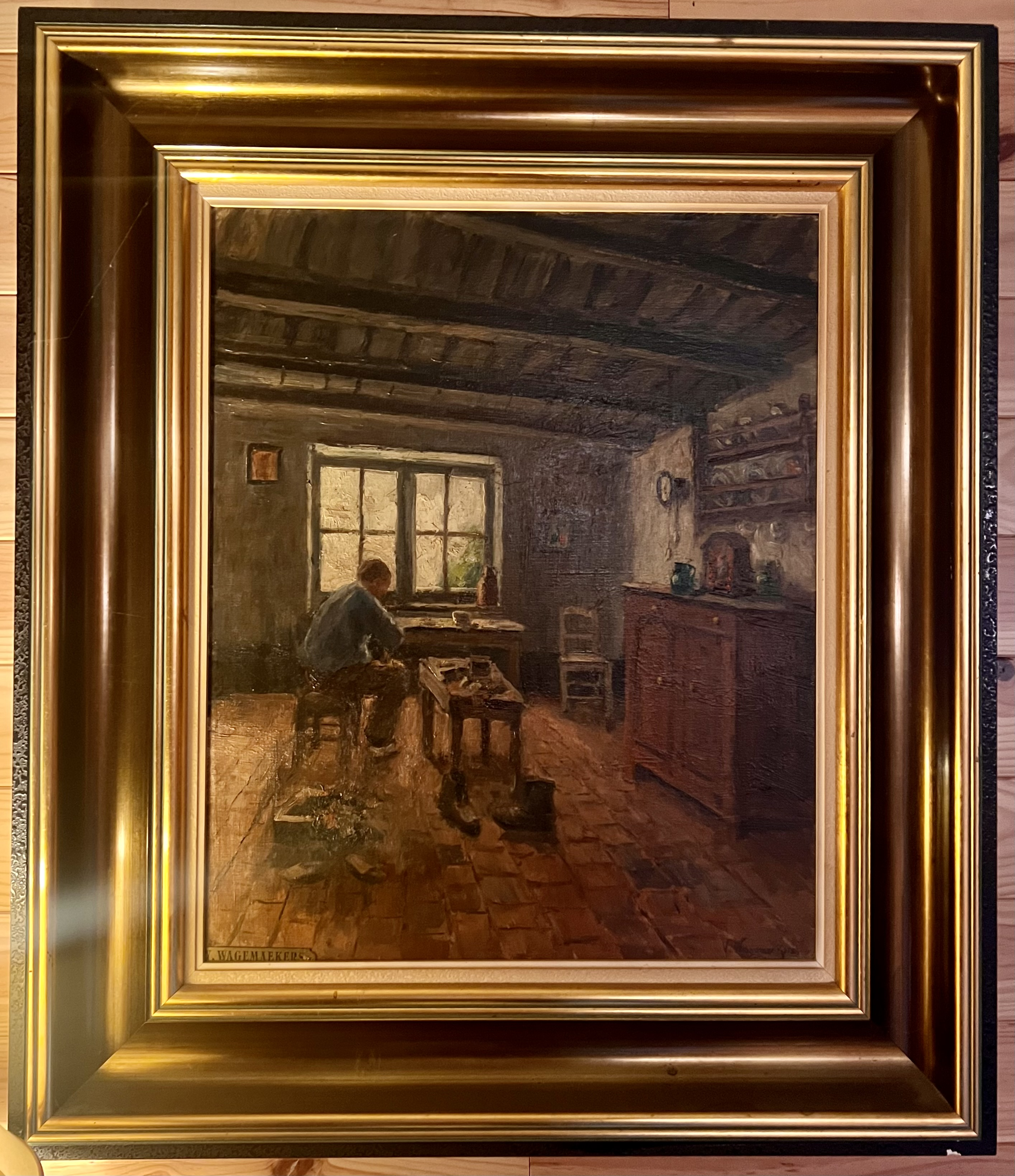
Toile de Victor Wagemaekers

## Biographie
Victor Wagemaekers naît le 5 septembre 1876 à Ganshoren.
Il est un élève de Franz Courtens vers 1900. Il expose pour la première fois en 1899[réf. souhaitée] avec le groupe d'artistes Le Sillon,. En 1900, il fait partie du comité administratif de la Société Nationale des Aquarellistes et Pastellistes de Belgique et expose lors de plusieurs salons annuels de l'association.
Il peint des paysages, des vues de villages et des intérieurs paysans. Son domaine de travail est les environs de Bruxelles (par exemple l'auberge "Heideken" à Ganshoren, Grimbergen), la Campine (Achterbos, Balen-Schoor, Mol-Sluis). Il est également considéré comme l'un des artistes de la colonie du peintre Molse[pas clair]. Il est aussi connu pour ses aquarelles finement peintes. En 1909, il est membre du Groupe des X, un collectif d'artistes.
Il peint des vues du Brabant et de la campagne anversoise,.
Victor Wagemaekers meurt en 1953.

## Expositions
- Koekelberg, Centre d’Art, 1965
- As, Sint-Aldegondiskerk, 2001 (retrospectieve)
- Aartselaar, Galerie De Wever, 2001
- Herentals, De Kunstkamer, 2003

## Musées
- Anvers , Koninklijk Museum voor Schone Kunsten (“Herfst bij het oude slot”; aankoop uit 1913)
- Turnhout, Museum Taxandria